# Likskäret (ort)
Likskäret är en bebyggelse på halvön med samma namn nordost om Luleå i Luleå kommun, Norrbottens län. Vid SCB:s avgränsningen 2020 klassades bebyggelsen som en småort. 